# Mats Hallin
Mats Göran Hallin, född 19 mars 1958 i Åkers styckebruk, är en svensk före detta professionell ishockeyspelare. Han vann Stanley Cup säsongen 1982–83 med New York Islanders. Fjärde svensk någonsin. 1992 vann han SM-guld med Malmö IF. Mats Hallin blev den historiske, förste målskytten i klubbens första Elitseriematch, Den 20 september 1990 mot Djurgården och Malmö IF vann med 3-1. 
Hallin var under några år sportchef för Södertälje SK och tog dessutom över som tränare för Södertälje SK 2005. Nu är han NHLscout för Chicago Blackhawks.
Hans son Per Hallin spelar i Elitserien för Timrå IK.